# Hohenlohe-Ingelfingen
Hohenlohe-Ingelfingen est un comté de la maison de Hohenlohe, situé aujourd'hui dans le nord-est du Bade-Wurtemberg, en Allemagne, autour d'Ingelfingen. Hohenlohe-Ingelfingen est un rejeton de Hohenlohe-Langenbourg. Il est élevé du rang de comté au rang de principauté en 1764, et est médiatisé au royaume de Wurtemberg en 1806.

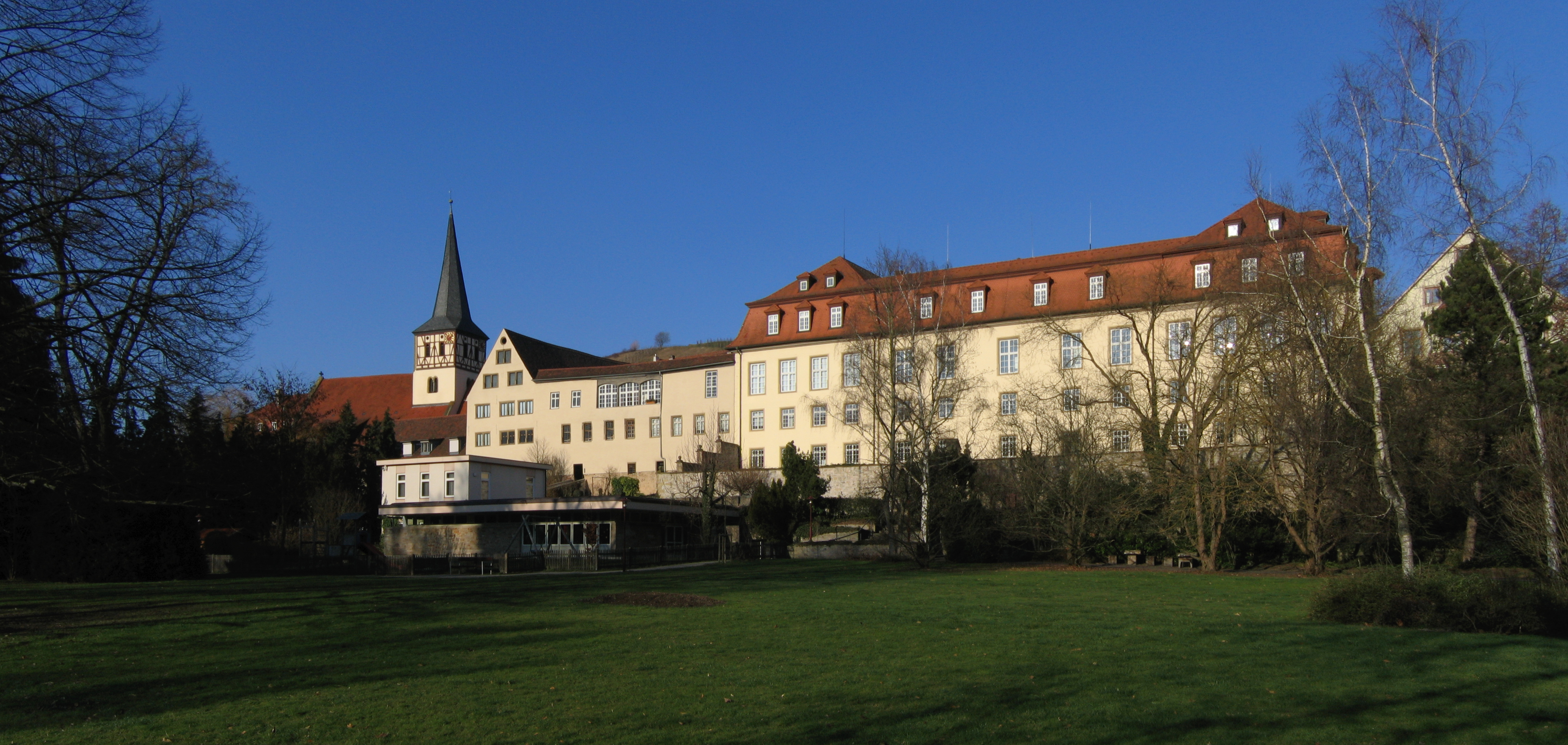

## Comtes de Hohenlohe-Ingelfingen (1701-1764)
- Christian-Kraft (de), comte de Hohenlohe-Langenbourg, de 1701 à 1743
- Philippe-Henri (mort en 1781), comte de 1743 à 1764

## Princes de Hohenlohe-Ingelfingen (1764-1806)
- Philippe-Henri (mort en 1781), prince de 1764 à 1781
- Henri-Auguste (de) (mort en 1796), prince de 1781 à 1796
- Frédéric-Louis (1746-1818), prince de 1796 à 1806[1], démissionne en faveur de son fils :
  - Adolphe (1797–1873) qui détient le titre moins d'un an avant que la principauté ne soit médiatisée sous la suzeraineté du Wurtemberg[1].

## Post-médiatisation
- Frédéric-Charles-Guillaume (de) (1752–1814)